# Tortula parramattana
Tortula parramattana är en bladmossart som beskrevs av Mitten 1882. Tortula parramattana ingår i släktet tussmossor, och familjen Pottiaceae. Inga underarter finns listade i Catalogue of Life.